# Base de sous-marins de Hainan
La base de sous-marins de Hainan, ou base de sous-marins de Longpo à Yulin dans l'île de Hainan, est une base de sous-marins de la Flotte du Sud de la marine chinoise située sur la côte sud de l'Île de Hainan, près de la ville de Sanya et de sa station balnéaire.
Elle est, entre autres, constituée de deux quais de 900 m et trois autres plus petits, de gigantesques tunnels et de cavernes dotée des infrastructures nécessaires pour dissimuler une flotte de sous-marins nucléaires des regards indiscrets de satellites espions adverses. La base possède un système de démagnétisation. En août 2020, des images satellite de Planet Labs semblaient montrer un sous-marin nucléaire d'attaque de type 093 (en) entrant dans la base souterraine.
Elle pourrait accueillir jusqu'à vingt sous-marins dont les sous-marins nucléaires d'attaque du Type 093 (en) (Classe Chang) et les sous-marins nucléaires lanceur d'engins (SNLE) du type 094 Jin, capable de lancer des missiles Julang-2 d’une portée évaluée à 8 000 km ainsi que le porte-avions Shi Lang (83),,.

## Emplacement

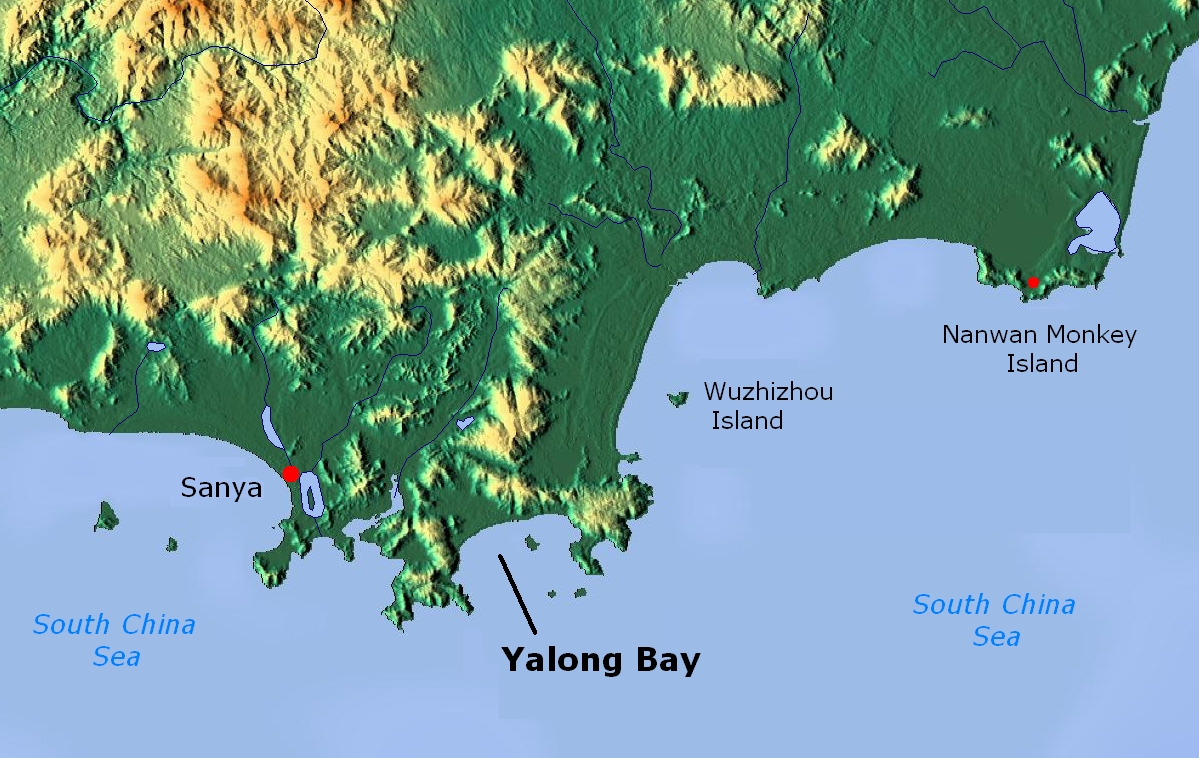
Carte de Sanya, base navale de Yulin, baie de Yalong et base navale de Longpo

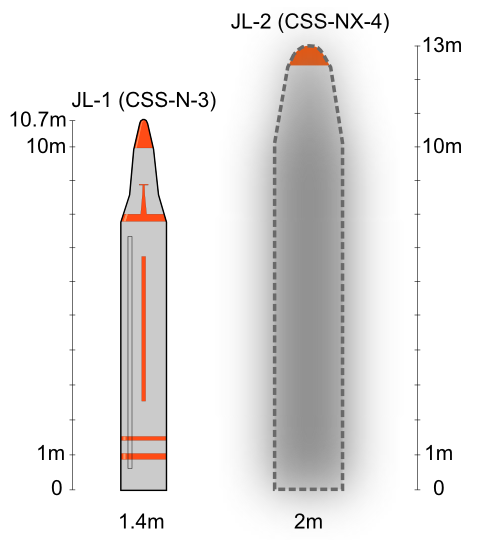
Comparaison des missiles JL-1 et JL-2

La base de sous-marins de Longpo se trouve sous une petite péninsule boisée fermant l'est de la Baie de Yalong. Elle est seulement à quelques km de la station balnéaire de Sanya (population 536.000 en 2006), une destination touristique populaire et le site d'un futur pôle de croisières. La base occupe plus 1/3 de la Baie de Yalong ; les trois îlots au milieu de la baie ont été reliés par des quais pour fermer la base. L'autre partie de la baie et sa plage, à l'ouest, est occupée par des hôtels luxueux tel Banyan Tree, Hilton, Marriott, Sheraton, Ritz Carlton et Holiday Inn,.
La base de sous-marins se trouve au point du territoire chinois le plus proche du plateau continental. Elle est à environ 50 milles nautiques (93 km) de la ligne isobathe de - 200 mètres. Elle est à 150 milles nautiques (280 km) de la plus proche des îles contestées de l'archipel des Paracels ou la ville de Da Nang au Vietnam. La base est destinée à être élargie pour recevoir les futurs porte-avions.

## Histoire
À quelques kilomètres à l'ouest, en direction de Sanya, se trouve la base navale conventionnelle de Yulin, installée dans un estuaire qui forme un port naturel.

## Capacité

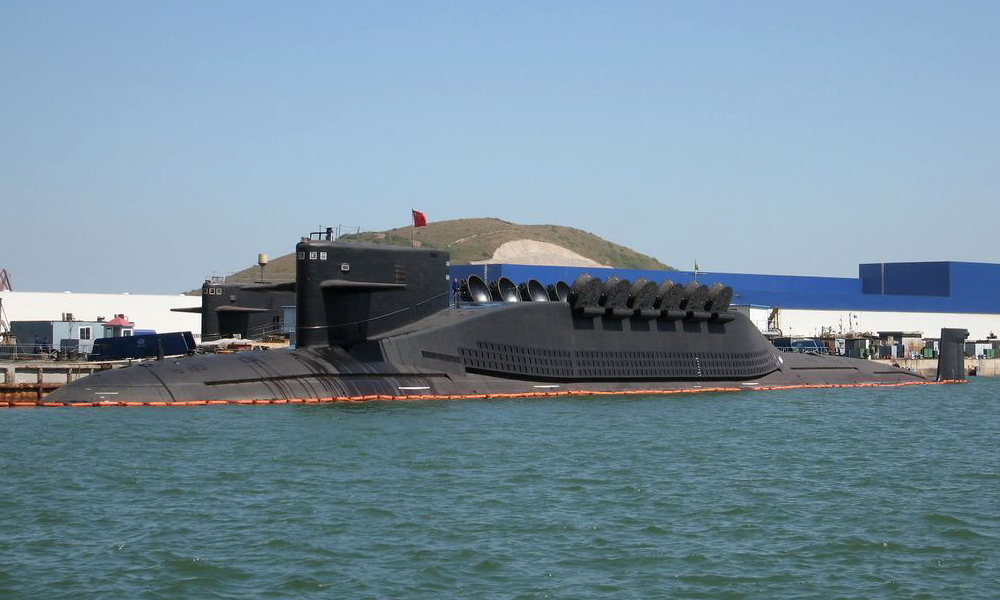
Sous-marin nucléaire lanceur d'engins chinois de type 094 (Jin) capable de lancer 12 missiles Julang-2

Elle pourrait accueillir jusqu'à vingt sous-marins dont les sous-marins nucléaires d'attaque (SNA) du Type 091 (en) (Code OTAN : Classe Han) et du Type 093 (en) (Classe Chang) et les SNLE du type Jin, capable de lancer des missiles Julang-2 d’une portée évaluée à 8 000 km ainsi que le porte-avions Shi Lang (83),,.

## Menaces environnementales
Il y a déjà eu des accidents avec les sous-marins nucléaires chinois. En 1985, la Chine aurait perdu corps et biens le deuxième exemplaire de son premier modèle de sous-marin nucléaire lanceur d'engins Type 092. Cette première génération est une copie des SNLE classe Delta III soviétique. Le réacteur est peu fiable et la mise au point du missile Julang-1 a rencontré des difficultés, seulement résolues en 1988,. La Chine nie l’existence même de ce sous-marin, mais par son principe, l’utilisation de SNLE pour la dissuasion nucléaire nécessite deux bâtiments au minimum.